# Louis Vernet
Pierre Louis Vernet (* 5. Mai 1870 in Doranges, Département Puy-de-Dôme; † 19. März 1946 in Choisy-au-Bac, Département Oise) war ein französischer Bogenschütze.
Vernet erreichte bei den Olympischen Spielen 1908 in London den zweiten Platz und gewann somit die Silbermedaille im Wettbewerb Continental Round der Bogenschützen. In der Double York Round belegte er Rang 20.
Vernet startete für La Compagnie des Archers de Compiègne.